# Kai Mykkänen
Kai Aslak Mykkänen, född 31 juli 1979 i Esbo, är en finländsk politiker (Samlingspartiet). Han var Finlands utrikeshandels- och utvecklingsminister 2016–2018, inrikesminister 2018–2019 samt miljö- och klimatminister 2023–2025.
Mykkänen blev omvald i riksdagen i riksdagsvalet 2023 med 15 072 röster från Nylands valkrets.

## Utmärkelser
- Kommendörstecknet av Finlands Lejons orden,  6 december 2019[3]
- Terra Mariana-korsets orden, första klass,  23 maj 2024[4]
- Gränsbevakningsväsendets förtjänstkors[5]

[Redigera Wikidata]